# Криве (Словаччина)
Криве (словац. Krivé) — село, громада в окрузі Бардіїв, Пряшівський край, північно-східна Словаччина.

## Історія
Вперше згадується у 1454 році. Населене українцями, але після Другої світової війни — під загрозою переселення в УССР — абсолютна більшість селян переписалася на словаків та русинів.
В середині XVIII ст.частина русинського населення Кривого переселилась у Воєводину.
В селі є греко-католицька церква св. Луки з 1826 р.

## Населення
| Рік:            | 1993 | 2003     | 2013   | 2023    |
| --------------- | ---- | -------- | ------ | ------- |
| Кількість осіб: | 238  | 200      | 215    | 211     |
| Різниця:        |      | -15,96 % | +7,5 % | -1,86 % |

| Рік:            | 2022 | 2023    |
| --------------- | ---- | ------- |
| Кількість осіб: | 209  | 211     |
| Різниця:        |      | +0,95 % |

В селі проживає 210 осіб.
Національний склад населення (за даними останнього перепису населення — 2001 року):
- словаки — 91,13%
- русини — 7,88%
- українці — 0,99%

Склад населення за приналежністю до релігії станом на 2001 рік:
- греко-католики — 91,13%,
- римо-католики — 5,42%,
- протестанти — 1,48%,
- православні — 0,49%,
- не вважають себе віруючими або не належать до жодної вищезгаданої церкви — 1,48%